# Plácido Fernández Viagas
Plácido Fernández Viagas (Tánger, 29 de marzo de 1924-Madrid, 8 de diciembre de 1982) fue un juez y político español. Primer presidente preautonómico de la Junta de Andalucía tras el fin de la dictadura franquista, cargo que ocupó entre 1978 a 1979.

## Biografía
Nació el 29 de marzo de 1924 en Tánger, estando esta ciudad administrada por un tratado que la convertía en Zona Internacional. Cursó sus estudios de bachillerato en el colegio del Sagrado Corazón de Tánger y la carrera de Derecho en la Universidad de Sevilla. Contrajo matrimonio con Elisa Bartolomé, teniendo once hijos. Ejerció la judicatura en varias ciudades, en Nador, Santa Cruz de La Palma, Santa Cruz de Tenerife y, en las provincias andaluzas de Cádiz, Huelva, Granada y Sevilla, donde hasta abril de 1977 fue magistrado de la sala de lo contencioso de su Audiencia Territorial. 
Formó parte de Justicia Democrática, grupo clandestino de funcionarios que luchaba contra el franquismo desde el interior, así como de Coordinación Democrática en Andalucía. Fue suspendido en sus funciones de juez por unos meses en 1976 por participar en una manifestación a favor de la amnistía para los presos políticos.

### Actividad política

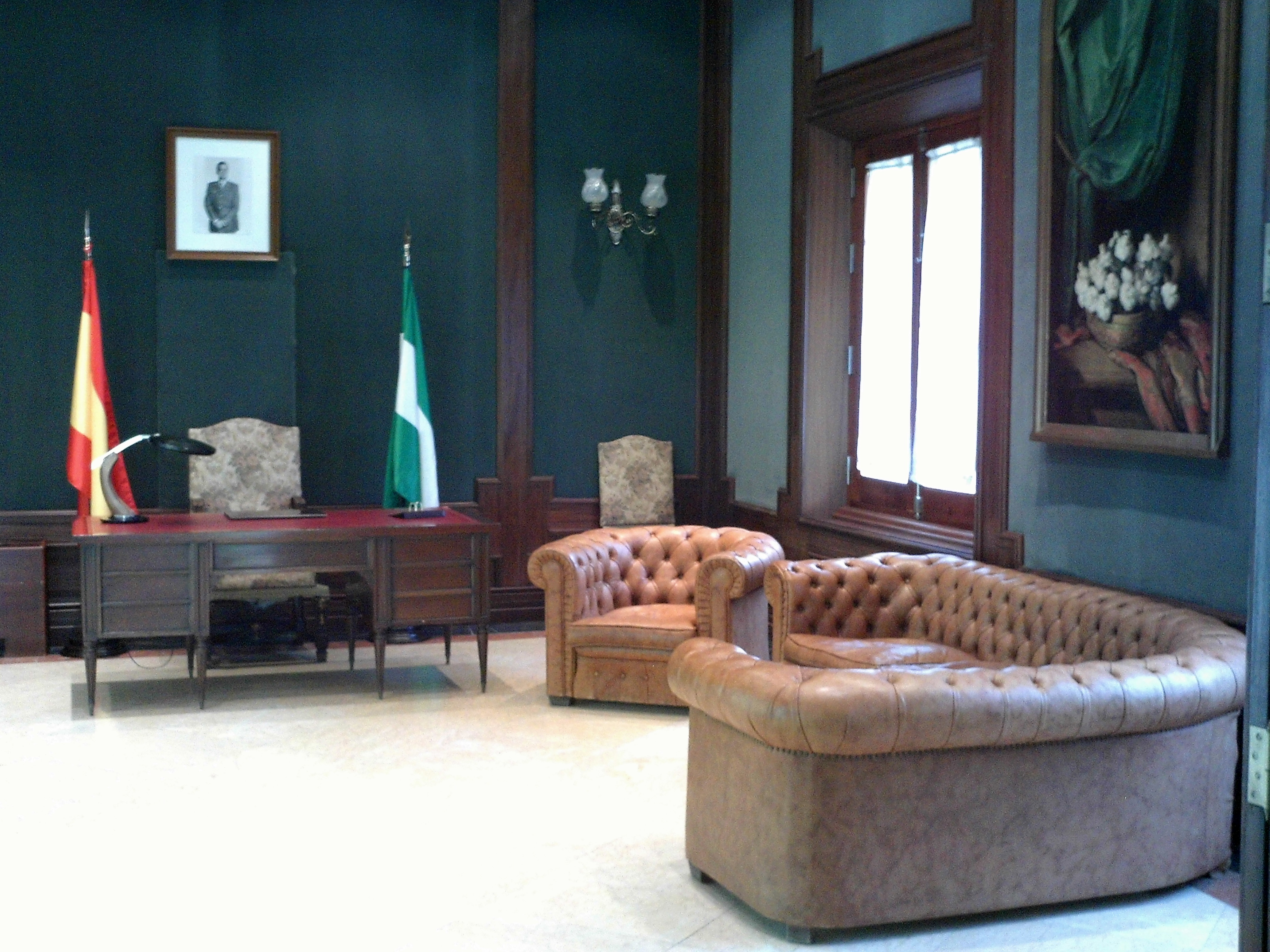
Despacho de Plácido Fernández Viagas de 1978. Casa de la Provincia, Sevilla.

En las primeras elecciones democráticas del 15 de junio de 1977 fue elegido senador por la circunscripción electoral de Sevilla por el PSOE, siendo el senador más votado de toda Andalucía para la legislatura constituyente. Posteriormente fue también elegido senador para la primera legislatura constitucional, durante el periodo comprendido entre marzo de 1979 y abril de 1980.
Fue elegido presidente de la Junta Preautonómica de Andalucía el 27 de mayo de 1978, en el salón de actos de la Diputación Provincial de Cádiz, en detrimento del candidato centrista Jaime García Añoveros, manteniéndose en el puesto hasta su dimisión en el 2 de junio de 1979. Bajo su mandato se firmó, el Día de Andalucía, el Pacto de Antequera el 4 de diciembre de 1978 que obligaba a todas las fuerzas políticas —11 participantes— a conseguir la autonomía "más rápida y más eficaz" para esta región sun sin aludir a la vía que luego se toma por el artículo 151 de la Constitución. Fue sustituido como presidente de la Junta de Andalucía por Rafael Escuredo.
Tras su dimisión se retiró de la actividad política. En 1980 fue elegido como miembro del Tribunal Constitucional de España, cargo que ocupó hasta su fallecimiento, el 8 de diciembre de 1982.
El 4 de diciembre de 1998, Manuel Chaves como presidente de la Junta de Andalucía, en Antequera, lo incluyó en el «patrimonio de hombres insignes de Andalucía».